# André Lefevere
André Alphons Lefevere (ur. 1945 w Belgii, zm. 27 marca 1996 w Austin) – belgijski teoretyk przekładu, tłumacz, wykładowca na Uniwersytecie Teksańskim w Austin; przyczynił się do rozwoju teorii przekładu. Inspirował się teoretykami polisystemu, takimi jak Itamar Even-Zohar, uznawał tłumaczenie za formę „przepisywania”. Uważał, że na produkcję i odbiór tłumaczenia ogromny wpływ mają ideologia oraz polityka danego systemu językowego oraz kulturowego.
Andre Lefevere wraz z Gideonem Tourym, Jamesem Holmesem oraz Jose Lambertem przyczynili się do rozwoju nauki o tłumaczeniach jako autonomicznej dziedziny naukowej. Razem z Susan Bassnett uznawali, że to nie słowo ani tekst, a kultura jest jednostką operacyjną tłumaczenia, co zostało później przez Edwina Gentzlera okrzyknięte prawdziwym przełomem w teorii tłumaczeń.

## Życiorys
André Lefevere studiował germanistykę na Uniwersytecie Gandawskim (1964 – 1968). Uzyskał stopień doktora w dziedzinie literatury na Uniwersytecie Essex w Anglii w 1972, po obronie dysertacji na temat gramatyki przekładu literackiego. Wykładał literaturę europejską na Uniwersytecie w Hongkongu (1970-1973) i literaturę angielską na Uniwersytecie w Antwerpii (1973-1984). W 1984 roku objął stanowisko profesora germanistyki na Uniwersytecie Teksańskim w Austin, gdzie nauczał aż do śmierci. Był poliglotą; przekładał z francuskiego, holenderskiego, łacińskiego, angielskiego i niemieckiego na angielski i holenderski. Odegrał dużą rolę w ugruntowaniu przekładoznawstwa (ang. Translation Studies) jako autonomicznej dyscypliny. Zajmował się głównie wpływem czynników kulturowych kraju docelowego na tłumaczenia dzieł literackich. Był autorem wielu publikacji naukowych, podręczników, artykułów oraz przekładów literackich.

## Koncepcje
André Lefevere jest zaliczany do tak zwanych „manipulistów” (Manipulation School), czyli szkoły zakładającej, że tłumacz w procesie przekładu zmienia oryginalny tekst, by dostosować go do poetyki czy ideologii kraju docelowego, wpływając w ten sposób na odbiór tego tekstu. Według manipulistów literatura nie powinna być badana bez odniesienia do społecznego, kulturowego oraz historycznego kontekstu. Sam proces tłumaczenia jest, zdaniem Lefevere, procesem przepisywania (ang. rewriting), gdyż tłumacz nie odzwierciedla dokładnie tekstu źródłowego, lecz wprowadza pewne zmiany, by adaptować go do kultury docelowej. To dostosowywanie dzieł literackich Lefevere nazwał zjawiskiem „refrakcji”. Refrakcja jest swego rodzaju manipulacją, może przyczyniać się do rozwoju literatury oraz nowych gatunków literackich, jak również hamować innowacyjność. Według niego na to zjawisko wpływ mają: ideologia (obowiązująca w danym kraju, zarówno polityczno-obyczajowa, jak i artystyczna), patronat, język, uniwersum dyskursu, poetyka oraz środowisko zawodowe (tzw. profesjonaliści).
Patronat (ludzie lub instytucje) ma władzę do tego, aby publikować pozycje, które uważa za akceptowalne oraz blokować wydawanie pozostałych, tym samym przyczyniając się do rozwoju literatury, lub go hamując. Patronat ocenia teksty raczej pod względem ideologicznym niż poetyckim. Składa się z trzech elementów:
1. Element ideologiczny – tekst musi być zgodny z ideologią samego patrona, ideologią obowiązującą w społeczeństwie w danym okresie, oczekiwaniami odbiorców

1. Element ekonomiczny – patronat zapewnia autorowi byt, więc ten musi podporządkować się jego wymaganiom

1. Element statusu – autor zdobywa określoną pozycję w społeczeństwie przy pomocy swojego patrona[6].

Patronat może być jednorodny, gdy wszystkie trzy elementy skupione są w rękach tej samej osoby lub instytucji, których głównym celem jest zapewnienie stabilności i trwałości systemu społecznego i do tego służy im również literatura. Drugi rodzaj patronatu to patronat niejednorodny, w którym status ekonomiczny autora nie jest zależny od czynników ideologicznych oraz niekoniecznie ciągnie za sobą wzrost pozycji społecznej.
Wspomniani wcześniej profesjonaliści, którzy również mają wpływ na to, jak wygląda literatura danego kraju to między innymi krytycy, recenzenci, nauczyciele czy tłumacze. Mogą oni utrudniać dostęp do dzieł, które nie spełniają obowiązujących kryteriów. Tłumacze bardzo często tak długo „przepisują” dzieła, aż będą one dopasowane do norm kultury docelowej.
Poetyką nazywane są zasady, jakie panują w systemie literackim w określonym czasie. Składa się z dwóch części:
1. Komponentu repertuarowego – zasobu gatunków, motywów, narzędzi literackich, prototypów bohaterów i sytuacji oraz symboli
2. Komponentu funkcjonalnego – roli literatury w systemie społecznym oraz ideologicznego wpływu spoza poetyki.

Według Lefevere’a poetyka jest kodyfikowana, co oznacza, że w danym okresie ucierają się obowiązujące praktyki, do których twórcy powinni się stosować. Ma to duży wpływ na tłumaczy, których zadaniem jest „przepisanie” tekstu oryginału, który jest dostosowany do norm swojej kultury, na inny język dostosowując go tym samym do praktyk obowiązujących w kraju docelowym. To, czy tłumacz dobrze wykona swoje zadanie ma wpływ na to, czy tekst zostanie przez profesjonalistów zaakceptowany i tym samym spopularyzowany.
Uniwersum dyskursu, które Lefevere uznał za istotny element procesu tłumaczenia to zespół obiektów, zwyczajów oraz wierzeń uważany za akceptowalny w kulturze. Elementy te przysparzają wielu problemów tłumaczom, ponieważ tekst oryginalny oraz docelowy istnieją w ramach odrębnych uniwersów dyskursu i powinny być przepisane zgodnie z nimi. Takim elementem problematycznym mogą być np. aluzje literackie, które przetłumaczone dosłownie nie byłyby zrozumiałe przez czytelników. Dlatego też Lefevere traktował tłumaczenie dosłowne jako niekompletne oraz deklarował, że sam nie tłumaczy w taki sposób. Podejście do tłumaczenia uniwersum dyskursu zależy od kilku czynników: statusu oryginału, grupy docelowej, do której kierowany jest tekst, typu tekstów akceptowalnych w kulturze docelowej, postrzegania swojej kultury przez społeczeństwo, do którego kierowane jest tłumaczenie. Jeśli kultura oryginału uważana jest za „wyższą” oraz oryginalny tekst cieszy się popularnością wśród grupy docelowej, tłumaczenie będzie jak najbardziej dosłowne. W przeciwnym wypadku będzie się bardziej różnić od oryginału.

## Rola tłumacza
Według teorii Lefevere’a w tłumaczeniu nie chodzi o sam język, a przede wszystkim o język jako wyraz kultury. Tłumacz w pierwszej kolejności musi dokładnie zrozumieć temat tekstu oraz jego znaczenie. Jeśli nie zna on dobrze obszaru, z jakiego pochodzi dzieło, nie będzie on wierny sztuce i nauce w swoim tłumaczeniu. Po zapoznaniu się z tematyką, następnym krokiem jest perfekcyjne opanowanie języków, zarówno języka oryginału, jak i tego, na który będzie wykonywane tłumaczenie. W trakcie samego tłumaczenia powinien skupiać się na znaczeniu zdań i to je tłumaczyć, a nie pojedyncze słowa. Oryginał zawsze ma jakiś cel, ma za zadanie wywrzeć na czytelniku określony efekt. Taki sam efekt powinno wywierać jego tłumaczenie. Jeżeli tłumaczenie dosłowne zachowa ten efekt, taki rodzaj tłumaczenia powinien zostać zastosowany. Jeżeli jednak nie odda ono nastroju utworu, tłumacz może zastąpić słowo innym, którego znaczenie pełni w języku podobną funkcję.
Różnice pomiędzy tłumaczeniem, a oryginałem mogą mieć też związek z obowiązującą ideologią lub poetyką. Również patronat oraz indywidualne przekonania tłumacza oraz jego zrozumienie dla kultury kraju docelowego mają swoje odzwierciedlenie w sposobie tłumaczenia. W wielu przypadkach tłumacz stoi pomiędzy swoimi poglądami, a profesjonalistami. Musi on przekonać krytyków do siebie i swojego tekstu, nie sprzeciwiając się w tym samym czasie swojej ideologii oraz ideologii okresu, w jakim żyje. Do tego wszystkiego, tekst musi być zgodny z zasadami poetyki. Wszystkie te czynniki razem wzięte determinują podejście tłumacza do rozwiązywania problemów wynikających z uniwersum dyskursu.
Dla czytelnika, który nie rozumie języka oryginału tłumaczenie staje się oryginałem. Z tego też powodu na tłumaczach ciąży ogromna odpowiedzialność, ponieważ często ich tekst dociera do większej liczby odbiorców niż tekst oryginału. Jedynym sposobem, w jaki czytelnicy mogą ocenić jakość tłumaczenia jest przeczytanie przez nich tłumaczenia dosłownego i na jego podstawie stwierdzenie wierności pozostałych.
Powstawanie nowych tłumaczeń oraz tłumaczenie nowych dzieł przyczynia się do rozwoju literatury oraz zwiększa jej bogactwo w kraju docelowym. Tłumacze mają też wpływ na zmiany w poetyce swoich czasów.

## Publikacje
- Constructing Cultures (with Susan Bassnett). London: Multilingual Matters, 1997
- Translating Literature: Practice and Theory in a Comparative Literature Framework. New York: MLA, 1992
- Translation, Rewriting, and the Manipulation of Literary Fame. London/New York:Routledge, 1992
- Ed. Translation: Culture/History: A Source Book. London/New York: Routledge, 1992
- Essays in Comparative Literature. Calcutta: Papyrus, 1989
- Nederlandse Poëzie. Amsterdam: Coutinho, 1989
- Translating Literature: The German Tradition. Assen: Van Gorcum, 1977
- Literary Knowledge. Assen: Van Gorcum, 1977
- Translating Poetry: Seven Strategies and a Blueprint. Amsterdam: Van Gorcum, 1975